# Peperomia cerrateae
Peperomia cerrateae är en pepparväxtart som beskrevs av Pino & G.Mathieu. Peperomia cerrateae ingår i släktet peperomior, och familjen pepparväxter. Inga underarter finns listade i Catalogue of Life.